# 7451-es mellékút (Magyarország)
A 7451-es számú mellékút egy 32,1 kilométer hosszú, négy számjegyű mellékút Vas vármegyében. Az Őrség egyik legfontosabb útvonala észak-nyugati irányban, a 8-as főúttal és Szlovéniával is összekapcsolja a térséget. Érdekessége, hogy kilométerszámozása – Magyarországon aránylag szokatlan módon – az országhatártól indul.

## Nyomvonala
A Pártosfalva–Magyarszombatfa határátkelőhelytől indul, az országhatár szlovén oldalán a folytatása a 725-ös út, amely Mártonhely (Martyánc, Martjanci) területén ágazik ki a Mártonhely-Dobronak-Hosszúfalu közti 442-es útból. A határ után északnak indul, de 800 méter után keletnek fordul, később északkeleti irányt vesz. 1,7 kilométer után keresztez egy patakot, ugyanott lép be Magyarszombatfa házai közé. 1,8 kilométer közelében beletorkollik kelet felől a 7423-as út, 16,7 kilométer megtétele után. Neve a településen Fő út, de körülbelül 2,1 kilométer után már ki is lép a belterületről.
4,6 kilométer után elhalad Magyarszombatfa, Kercaszomor és a Zala vármegyéhez tartozó Magyarföld hármashatárának közvetlen közelében, de utóbbi települést ennél jobban nem érinti. 6. kilométerénél keresztezi a Kerca folyását, majd 6,4 kilométer után kiágazik belőle nyugat felé a 74 176-os út, amely előbb Kerca, majd Szomoróc településrészeken húzódik végig, és az országhatárnál ér véget, ahonnan a szlovéniai Domonkosfa (Domanjševci) irányában folytatódik, egy rövid szakaszon számozatlan útként, majd a szlovén 724-es útszámozással.
6,9 kilométer után az út Bajánsenye területére érkezik, ahol a Rákóczi utca nevet veszi fel. Elhalad a Bajánsenyei-tó délkeleti vége közelében, majd 7,4 kilométer megtételét követően keresztezi a Kerka-patak folyását. A 7+850-es kilométerszelvényénél egy kereszteződéshez ér, itt találkozik a Lentitől Őrihodos-Muraszombat felé vezető 7416-os úttal, utóbbi itt a 26+350-es kilométerszelvényénél tart. Nem sokkal a 8. kilométere után az út ki is lép Bajánsenye házai közül, bár csak 10,5 kilométer után hagyja el teljesen a község területét.
Onnantól Őriszentpéteren halad: 10,9 kilométer után keresztezi a MÁV 25-ös számú Bajánsenye–Zalaegerszeg–Ukk–Boba-vasútvonalát, majd kicsit keletebbnek fordul. A 12+150-es kilométerszelvénye táján ágazik ki belőle délkelet felé a 74 329-es számú mellékút – ez vezet Őriszentpéter vasútállomásra –, utána ismét kissé északabbi irányt vesz. A 13. kilométere után ér a Városszer nevű városrész házai közé, és 13,3 kilométer után éri el azt a körforgalmat, amelybe kelet felől beletorkollva a 7411-es út véget ér, és ahonnan a 7453-as út továbbindul annak folytatásaként, Szentgotthárd térsége (Rönök) felé.
A 13+450-es kilométerszelvényénél keresztezi az út a Zalát, a túlparton Kovácsszer városrészben halad, nagyjából a 14,2 kilométerszelvényig; ott kiágazik belőle egy önkormányzati út, amely Kovácsszer és Siskaszer városrészek központjain keresztül a 7453-as és a 7455-ös utak csomópontjáig vezet. Közben egészen északnak fordul, így húzódik tovább a város északi külterületein. Közben, 15,5 kilométer után kiágazik belőle kelet felé a 74 174-es út, amely Ispánkra vezet és lényegében a község egyetlen közúti megközelítését jelenti. A 16+300-as kilométerszelvénytől az út már Őriszentpéter és Ispánk közigazgatási határát kísérve, de továbbra is a város területén halad, egészen 18,5 kilométerig.
Ott keletnek fordul, elhalad Őriszentpéter, Ispánk, Ivánc és Viszák közigazgatási területeinek négyes határpontja mellett, kicsivel ezután pedig már teljesen viszáki területen halad, ismét északabbi irányban, bár lakott területeket ott nem érint. 20,9 kilométer után Ivánc területére lép, majd a 23. kilométerétől nagyjából egy kilométeren át Ivánc és Hegyhátszentmárton határvonalát kíséri. A 24+850-es kilométerszelvénye táján beletorkollik dél felől a 7449-es út, 9,5 kilométer megtétele után, ezután újból északnak fordul.
A 25,350-es kilométerszelvényénél beletorkollik kelet felől, Felsőmarác irányából, bő 6 kilométer megtétele után a 74 172-es számú mellékút, majd 26,2 kilométer után eléri Ivánc házait. Neve ott Kossuth Lajos utca, így ágazik ki belőle nyugat felé, a 26+550-es kilométerszelvényénél a 74 173-as út, a belterülete szempontjából zsákfalunak számító Hegyhátszentmártonra.
27,8 kilométer után lép ki az út Ivánc házai közül, a 28+400-as kilométerszelvénynél még kiágazik belőle keletnek egy út Hosszúpuszta külterületi településrész felé, majd 28,8 kilométer után eléri Csákánydoroszló határát. Egy darabig még a két település határvonalát kíséri, csak a 29+900-as szelvénynél ér teljesen csákánydoroszlói területre. Ugyanott ágazik ki belőle kelet-délkelet felé a 74 172-es út, amely Felsőmarácra vezet, majd utána – ahogy már szóba került – Ivánctól délre torkollik vissza a 7451-es útba.
Kicsivel ezután még egy elágazást érint, itt a 7446-os út torkollik bele, Nádasd felől, 9 kilométer megtétele után. Ez utóbbi kereszteződés táján már észak-északnyugati irányba halad az út, a 30+150-es kilométerszelvénye közelében így keresztezi a Rába folyót, majd a 31+250-es kilométerszelvényénél belép a település házai közé és a Vasút utca nevet veszi fel. Ugyanott kiágazik belőle nyugati irányban a 74 171-es út, ami Nagycsákány településrészen, majd Gasztonyon halad keresztül és 6 kilométer után a 8-as főútba torkollva ér véget. A 31+550-es kilométerszelvénye előtt még egy elágazása van, itt ágazik ki belőle északkelet felé a 7452-es út. A 8-as főútba beletorkollva ér véget, annak 172+350-es kilométerszelvényénél.
Teljes hossza, az országos közutak térképes nyilvántartását szolgáló kira.gov.hu adatbázisa szerint 32,089 kilométer.

## Települések az út mentén
- Magyarszombatfa
- Kercaszomor
- (Magyarföld)
- Bajánsenye
- Őriszentpéter
- (Ispánk)
- (Viszák)
- Ivánc
- Hegyhátszentmárton
- Csákánydoroszló

## Hídjai

### A csákánydoroszlói Rába-híd
Legjelentősebb hídja a Rába fölötti híd Csákánydoroszlónál. Ez a híd az út mai 30+126-os kilométerszelvényben található: háromnyílású, 15,5 + 19,2 + 15,5 méteres nyílásközű, 60,7 méter teljes szerkezeti hosszú híd, mely 1926-ban épült Müller Félix építész tanár tervei alapján, Gajdóczky Dezső és László vállalkozók kivitelezésében.
Ugyanezen a helyen már 1594-ben említenek egy szerény kivitelű és nem nagy teherbírású hidat, amelynek kiváltására Batthyány Ferenc új hidat építtetett, ami az 1600-as évben került átadásra; megnyitásával együtt a környék úthálózatában is változtatások léptek életbe. Az akkori híd a török fenyegetettség miatt részben felvonóhídként valósult meg, azt is tudjuk még, hogy 1620-ban a vámszedő – Bácsvölgyi Bálint – öt beosztottal dolgozott. A híd 1664-ben nyert el komoly hadi jelentőséget, védői keményen helytálltak a török ostromlókkal szemben.
1885-ben a korábbi híd helyén új, 45 méter hosszú, faszerkezetű híd épült, de 1923 decemberében egy nagy téli árvíz annak bal parti hídfőjét teljesen elsodorta. A fahidat rövidesen helyreállították – addig a győri utászok révén pontonhíd szolgálta ki a forgalmat –, de a 3 méteres útpályájú híd keskenysége miatt már 1924-ben új híd építése mellett döntöttek. A kivitelezés 1925-ben indult meg és a következő évben fejeződött be. Az új híd nem a régi helyén, hanem attól 18 méternyi távolságban készült el, 6 méteres pályaszélességgel.
A második világháborúban a híd nem szenvedett különösebb sérüléseket, de a növekvő forgalomnak már a 20. század második felében kezdett ismét szűkössé válni. A szélesítésre végül 2002-ben került sor, külsőkábeles megerősítéssel, azóta a szélessége 7,6 méter.

### Egyéb hidak
További öt jelentősebb hídja van, ezek az alábbiak:
- a 7+308-as kilométerszelvényben a kercaszomori Nagy-Kerka-ártéri híd: ez egynyílású, 12,0 méteres nyílásközű híd, melynek teljes hídfelülete 108 négyzetméter; monolit vasbetonlemez kivitelben épült 1961-ben;
- a 10+880-as kilométerszelvényben az őriszentpéteri, vasút feletti híd: ez szintén egynyílású, 29,4 méteres nyílásközű híd, amelynek teljes hídfelülete 325 négyzetméter; EHGT tartós kivitelben épült 2000-ben;
- a 13+451-as kilométerszelvényben az őriszentpéteri Zala-híd: ez 1944-48 között épült … szintén egynyílású, 29,4 méteres nyílásközű híd, amelynek teljes hídfelülete 325 négyzetméter; EHGT tartós kivitelben épült 2000-ben;
- a 30+771 Csákánydoroszlói Rába-ártéri híd: ez egynyílású, 13,3 méteres nyílásközű híd, 133 négyzetméternyi teljes hídfelülettel; a mai híd 2002-ben épült, FP tartós kivitelben.
- a 31+227-es kilométerszelvényben a csákánydoroszlói Vörös-patak-híd: ez háromnyílású, a legnagyobb nyílásköze 10,4 méter, hídfelülete 366 négyzetméter; monolit vasbetonlemez kivitelben épült 1929-ben.[1]